# Ла-Шапель-о-Сен 1
Ла-Шапель-о-Сен 1 (фр. La Chapelle-aux-Saints 1, также «Старик из Ла-Шапель» или «Старик») — почти полный скелет неандертальца, обнаруженный в Ла-Шапель-о-Сен, Франция, в 1908 году. На момент смерти мужчине было около 40 лет. У него было плохое здоровье: почти не имел зубов, страдал от резорбции костей нижней челюсти и прогрессирующего артрита.
Это наиболее убедительный пример возможного преднамеренного захоронения неандертальцев, но, как и все заявленные неандертальские захоронения, считается спорным.

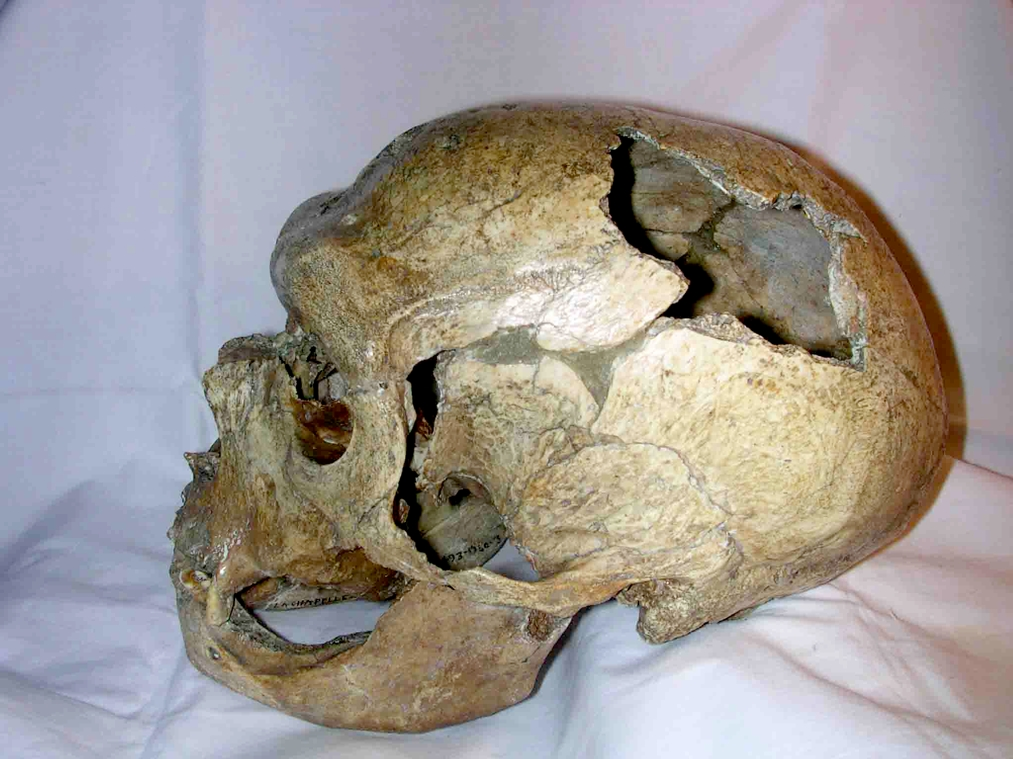
La Chapelle aux Saints 1 (череп).

Останки были впервые изучены Марселленом Булем, чья реконструкция анатомии неандертальцев на основе материала «Старика» формировала популярные представления о неандертальцах на протяжении более тридцати лет. Образец из Ла-Шапель-о-Сен типичен для «классической» анатомии западноевропейских неандертальцев. По оценкам, ему около 60 000 лет. Реконструкция Буля, опубликованная в 1911—1913 годах, изображала неандертальцев с выдвинутым вперёд черепом, позвоночником без искривлений, согнутыми бедрами и коленями и расходящимся большими пальцами ног. Это изображение хорошо соответствовало современным эволюционным сценариям, в которых неандертальцы не считались прямыми предками современных людей (отношения неандертальцев с современными людьми остаются сегодня предметом споров в антропологии).
В 1957 году останки были повторно исследованы Штраусом и Кейвом. Эти исследователи представили анатомию неандертальцев гораздо более современной; в частности, их поза и походка были более или менее идентичны осанке и походке современных людей. Штраус и Кейв объяснили ошибки Буля тяжёлым остеоартритом у неандертальца из Ла-Шапель-о-Сен, хотя антрополог Эрик Тринкаус предположил, что ошибки Буля были в первую очередь связаны с фрагментарной природой останков.
Этот экземпляр потерял много зубов, и есть свидетельства их заживления. Все нижнечелюстные коренные зубы отсутствовали, и, следовательно, некоторые исследователи предположили, что «Старику» нужен был кто-то, кто пережёвывал бы за него пищу. Это часто приводилось в качестве примера неандертальского альтруизма, подобного Шанидару 1. Более поздние исследования показали, что в действительности у «Старика» сохранилось несколько зубов, и он мог пережёвывать пищу, хотя, возможно, с некоторыми трудностями.